# トム・ブラウンの学校生活
『トム・ブラウンの学校生活』（トム・ブラウンのがっこうせいかつ、原題: Tom Brown's School Days）は、トマス・ヒューズによる1857年の小説である。Tom Brown's Schooldaysとの表記もあるほか、Tom Brown at Rugby、School Days at Rugby、Tom Brown's School Days at Rugbyのタイトルでも出版されている。物語は1830年代、英国のパブリック・スクールのひとつラグビースクールを舞台にしている。ヒューズ自身、1834年から1842年までラグビースクールに在学していた。
小説はもともと「ラグビースクールの一卒業生著」として出版されたもので、その多くは作者の経験に基づいている。トム・ブラウンは、主に著者の兄弟であるジョージ・ヒューズを元にしている。この本のもう1人の主人公、ジョージ・アーサーは、アーサー・ペンリン・スタンリーが元になっていると思われる。架空のトムの人生も、彼の学校生活の最高潮に達した出来事がクリケットの試合だったという点で、著者の人生に似ている。この小説には、1828年から1841年までラグビースクールの実際の校長であったトーマス・アーノルド（1795年 – 1842年）も実名で登場する。 『トムブラウンの学校生活』は、いくつかの映画やテレビドラマの原作となっている。また、19世紀から登場した英国の学校小説のジャンルにも影響を与え、ビリー・バンターのグレイフライアーズスクール、チップス先生のブルックフィールド、セント・トリニアンスクールなどの架空の学校の物語がこれに繋がっている。この小説の続編、『オクスフォードのトム・ブラウン』は、1861年に出版された。

## あらすじ
トム・ブラウンは、知的というよりも、活発で、頑固で、根の優しい、スポーツマンタイプである。彼は自分の感情と同輩たちの不文律に忠実である。
小説の最初の方の章は、ホワイト・ホースの谷にある彼の実家での子ども時代を扱っている。最初の章の場面設定のほとんどは、ビクトリア朝のイギリス人の社会と階級に対する態度を深くえぐり出していて、国に対するいわゆるサクソン人とノルマン人の影響の対比が含まれている。この本のこの部分は、若いトムが子馬に乗って自由に谷を走り回っている様子は、学校での最初の年の地獄のような経験とは好対照をなしている。

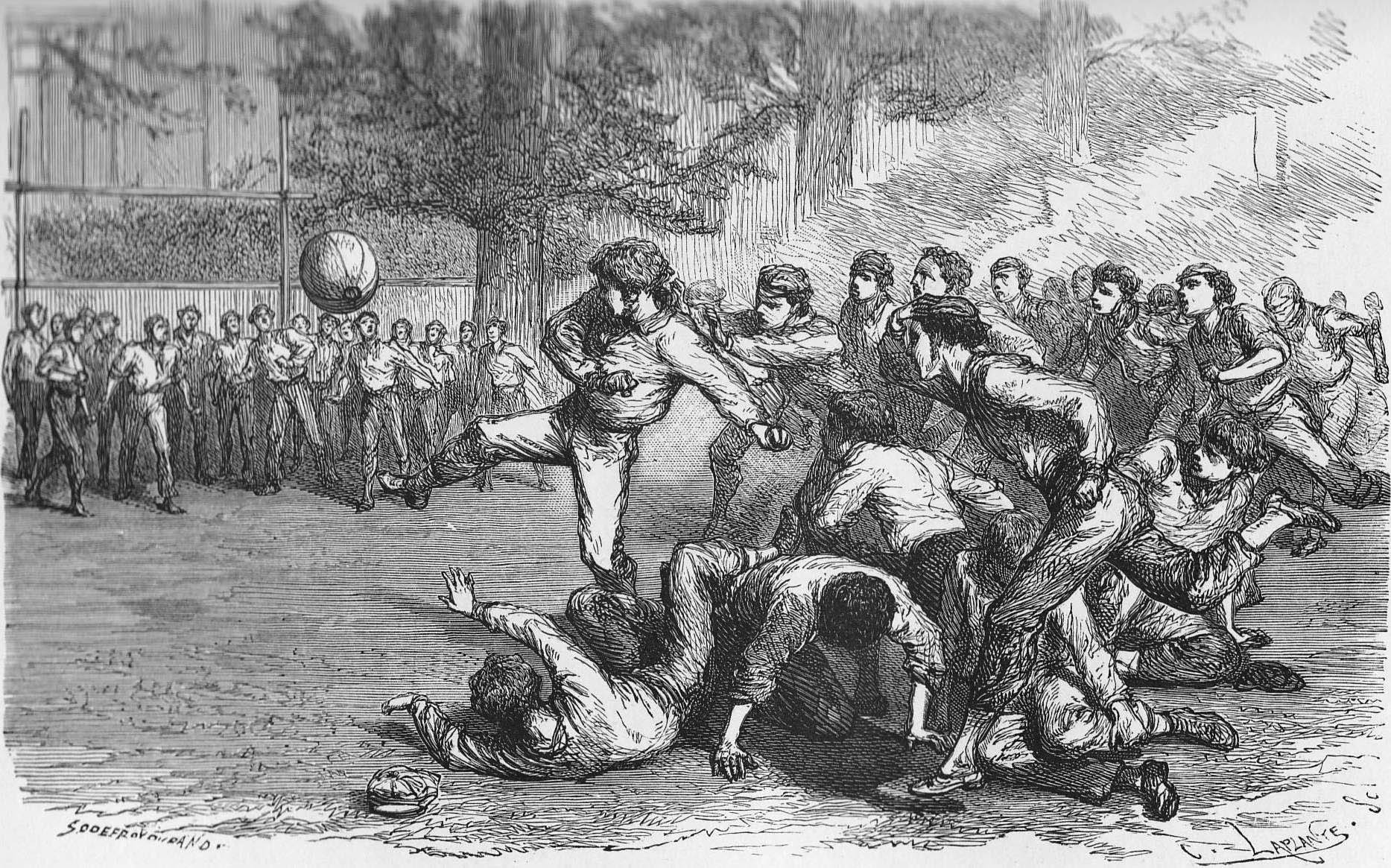
小説の1875年フランス語版のゴドフロワ・デュランによるイラスト

彼の学校体験の初年度は地元の学校である。彼の2年目は私立学校で始まるが、地域での熱の流行のために、学校のすべての男の子は寄宿学校から実家に送り返され、トムはその狭間の時期にラグビースクールに転校する。
彼が到着すると、11歳のトムブラウンは、より経験豊富なクラスメート、ハリー・「スカッド」・イーストが何やかやと世話を焼いてくれる。 ラグビーでのトムの敵は、いじめっ子の フラッシュマンである。いじめの激しさが増し、競馬でお気に入りの懸賞のチケットを渡すことを拒否した後、トムは火の前で故意に火傷をさせられた。トムとイーストは、親切でひょうきんな年上の少年、ディッグスの助けを借りてフラッシュマンを打ち負かす。彼らの勝利で彼らは歯止めが効かなくなる。 かなり厳しい鞭打ちの罰を受けることもあった。放校との意見もあったが、後々下級生に対する影響も考え、アーノルド校長は慎重に見守っていくことにする。 本の後半では、当時の学校の校長であった歴史にその名を残すトーマス・アーノルド先生（1795–1842）が、トムに、虚弱で、敬虔で、学問的に優秀で、不器用で、敏感な新しい男の子、ジョージ・アーサーの世話を任せる。 トムがアーサーを守るために行った喧嘩と、アーサーがほぼ死に瀕すほどの発熱について詳しく語られる。トムとアーサーはお互いに助け合い、友達は毎晩の祈りを言い、宿題を騙さず、クリケットの試合で遊ぶ若い紳士に成長していく。エピローグでは、彼はアーノルド先生の訃報の知らせに、ラグビー・スクールに駆けつけ、礼拝堂でひとり先生の思い出に浸る。

## 主要な登場人物
トム・ブラウン
ラグビー・スクールの中途入学生で、そこで人生の教訓を学んでいる。
ハリー・「スカッド」・イースト
トムの世話をしている年上の男子。
トーマス・アーノルド（1795年- 1842年）
1828年から1841年までラグビー・スクールの校長を勤めた。
ハリー・フラッシュマン
トムを標的にして苦しめるいじめっ子。
ディグス
トムを助けてくれる陽気な上級生。
ジョージ・アーサー
イーストがかつてトムの面倒を見てくれたように、今度はトムが世話をしている虚弱な新入生。

## 主なテーマ
小説の中心にあるのは、その伝統あるラグビー・スクールと、1828年から1841年までその学校の校長であったトマス・アーノルド（1795–1842）によって開始された改革である。彼は完璧な教師であってカウンセラー、そして舞台裏ですべてを掌握している人として描かれている。特に、彼はアーサーをトムと「仲間にする」(chum) する人である。

小説の中心的なテーマは男の子たちの成長である。トムとアーサーがお互いの欠陥を補う相補的なやり方は、ヒューズが身体的発達、大胆さ、闘志、社会性（トムの貢献）と同様にキリスト教の道徳と理想主義（アーサーの貢献）の重要性を信じていたことを示している。 この小説は本質的に教訓的であり、そもそも娯楽として書かれたものではない。ヒューズは、以下のように語っている。

## 影響
サラ・フィールディングの『家庭教師、もしくは淑女の学校』（1749年）とこの『トム・ブラウンの学校生活』（1857年）の間には、イギリスの寄宿学校ものの物語が90作以上が存在していたが、「トム・ブラウンの学校生活」は、学校小説のジャンルを更に拡大するほどの注目を集めた。『トム・ブラウンの学校生活』は、イギリスの学校小説に影響を与え、そこにはビリー・バンターのグレイフライアーズ・スクール、チップス先生のブルックフィールド、および聖トリニアンズ女学院のような架空の学校も含まれている。また架空の寄宿学校ホグワーツを舞台にした、J・K・ローリングのハリー・ポッターシリーズにも直接影響を及ぼしている。学校の寄宿舎がハウスとして、教育的な機能を持つというのは、このアーノルド先生が、ラグビー・スクールで初めて開始したことだったから。 ハリー・ポッターシリーズの第一巻『ハリー・ポッターと賢者の石』は、その組み立てとテーマで『トム・ブラウンの学校生活』と直接の類似点が存在する。
また、この本には、ラグビー・スクールでプレーされているフットボールの変種であるラグビー・フットボールのゲームの説明が出てくる（現代の形式とは多くの違いがある）。この本の人気は、このスポーツの人気を学校を超えて広めるのに貢献した。
日本では、トム・ブラウンの学生時代は、明治時代（1868年から1912年）の高校生にとっておそらく最も人気のある英語起源の教科書であった。 1899年に、この本の要約版（パート1の第9章、パート2の第5章と第7章を省略）が日本語訳で出版された。その後の2部構成の岡本鶴松と村山朋正による日本語訳が1903年と1904年に登場したが、これまでの省略に加えて、翻訳者がクリケットのことを知らなかったため、クリケットの試合の部分が削除された。この版の序文で、翻訳者は英国の教育制度を称賛し、トムとアーノルド博士の友情の例を偉大な国を育てる方法の例として挙げた。本のパート1のみからなる別の部分的な翻訳は、1912年に学校教師の立花長雄によって出版された。時野谷貞による4番目の翻訳は、1925年に文教書院から刊行されている。最後に、完全な翻訳が1947年に刊行され、最終的に日本語訳には10の版が存在している。

## 映画化・TVドラマ化
『トム・ブラウンの学校生活』にはいくつかの映画化、ドラマ化がある。
- トム・ブラウンの学生時代 - Tom Brown's Schooldays (1916年 映画) (サイレント)
- トム・ブラウンの学生時代 - Tom Brown's School Days (1940年 映画)
- トム・ブラウンの学生時代 - Tom Brown's Schooldays (1951年 映画)
- トム・ブラウンの学生時代 - Tom Brown's Schooldays (1971年 TV ミニシリーズ)
- トム・ブラウンの学生時代 - Tom Brown's Schooldays (2005年 TV 映画)

1940年の米国映画では、トーマス・アーノルド先生の役割はセドリック・ハードウィックが演じ、トム・ブラウンはジミー・ライドン、イーストはフレディ・バーソロミューが演じた。改革志向の教育者としてのトーマス・アーノルド先生の役割は、小説よりもより偉大で際立っていた。エンターテインメント雑誌の「バラエティ」はこれを賞賛し、「賢明で優しい教師を演じるセドリック・ハードウィックは、ハリウッドのどの天才よりも、この物語を演じるに相応しく素晴らしい映画に仕上がっている。ハードウィックのパフォーマンスは、彼がこれまでに画面に表示した中で最高のものである。」 1951年のイギリス映画では、ロバート・ニュートンがトーマス・アーノルドを、ジョン・ハワード・デイビスが、トム・ブラウンを演じた。 1971年の5部構成のTVのミニシリーズはBBCによるもので、アンソニー・マーフィーがトム・ブラウンを、イアン・カスバートソンがアーノルド先生の役を演じた。この作品はその後、米国のPBSのマスターピースシアターで上映され、作品と主演のアンソニー・マーフィーが、エミー賞の作品賞と主演賞を獲得した。
2005年の2時間のテレビ映画はITVの製作である。アレックス・ペティファーがトム、スティーブン・フライがアーノルド先生として出演しました。 ミュージカル版は、クリス・アンドリュースの作曲、ジャック&ジョーンメイトランドの脚本、作詞で、1971年、ロンドンのウエストエンドのケンブリッジ劇場で上演された。 キース・チェグウィン、ロイ・ドートリス、サイモン・ル・ボン、そしてトニー・シンプソンが出演した。

## 二次創作
テリー・プラチェットは1989年の彼の小説『ピラミッド』（邦訳、鳥影社、1999年）で、古王国ドゥジェルベイビの王子デピックが12歳で暗殺者となるべく、その養成学校に入学するくだりは、節が『トム・ブラウンの学校生活』のパロディーとして書いたと語っている。

### フラッシュマン
『トム・ブラウンの学校生活』の中に登場するいじめっ子のフラッシュマンは、イギリスの作家で脚本家ジョージ・マクドナルド・フレーザーにより、通称フラッシュマン・ペーパー（全12巻）というう彼の人気シリーズ「フラッシュマン」(歴史小説)の大人のナレーターおよびヒーロー（またはアンチヒーロー）にされている。そのシリーズの1つ、『フラッシュマン・イン・ザ・グレート・ゲーム』(Flashman in the Great Game) では、フレイザーがハリー・フラッシュマンと名付けたキャラクターが、自分の若い頃を思わせる『トム・ブラウンの学校生活』を読んでおり、その人気は彼に社会的なトラブルを引き起こした。フレイザーのフラッシュマンものの小説には、『トム・ブラウンの学校生活』のその他のキャラクターも登場している。たとえば、『フラッシュマンの女性』(Flashman's Lady) ではジョージ・スピーディカットとトム・ブラウンが出てくる。フラッシュマンもシリーズの中で2度「スカッド」イーストに遭遇している。一度目は、クリミア戦争のさなか、フラッシュマンとイーストが戦争捕虜になっている場面で、もう一度は『フラッシュマン・イン・ザ・グレート・ゲーム』で、1857年のインド大反乱（旧称、セポイの反乱）もしくは第一次インド独立戦争でカーンプルの戦いにおいてである。